# Luolala gård
Luolala gård (finska: Luolalan kartano) är en herrgård i Nådendal i det finländska landskapet Egentliga Finland. Herrgårdens nuvarande huvudbyggnad uppfördes på 1800-talet och den är 600 m² stor. Det finns bland annat sex sovrum, en matsal och tre övriga salar i Luolala gård.

## Historia och arkitektur
Första gången Luolala gård omnämns i skriftliga källor är år 1424. Gården fick frälserättigheter från kung Kristofer år 1441. Den sista rusthållaren på Luolala gård var Aaron Karlström från och med 1884. År 1986 övergick gården i Nådendal stads ägo och en hushållningsskola var verksam där fram till 2003. Luolala gård köptes av en privatperson och är ett privat hem. Innan köpet fanns det fem olika bostäder i den gamla huvudbyggnaden, men gården har sedan restaurerats till en enhetlig helhet.